# La cosa che non ha importanza
La cosa che non ha importanza è il primo album studio della band Hardcore punk Skruigners.

## Tracce
1. La cosa che non importanza
2. Autodistruzione cerebrale
3. Ricercato
4. Autonomo
5. Straight Edge
6. Non voglio essere niente
7. Esaurimento
8. Una a sulla maglietta
9. Anime in festa
10. Delusione cronica
11. Un altro cane
12. Non è un'assurdità
13. No!
14. Soltanto tu
15. Rivoluzione nella classe
16. Jello fa stage diving